# Linia kolejowa Pisz – Orzysz
Linia kolejowa Pisz – Orzysz – zlikwidowana w 1945 roku normalnotorowa linia kolejowa łącząca stację Pisz ze stacją Orzysz.

## Historia
Linia została otwarta 15 listopada 1905 roku. Rozstaw szyn wynosił 1435 mm. 23 stycznia 1945 nastąpił ostatni przejazd pociągu, po czym linia została zamknięta dla ruchu pasażerskiego i towarowego. 1 maja 1945 roku nastąpiła fizyczna likwidacja linii. W związku z budową Centralnego Portu Komunikacyjnego linia może zostać odbudowana w ramach Kolei Warszawsko-Mazurskiej, łączącej Warszawę z Giżyckiem, przez Wyszków, Ostrołękę, Łomżę, Pisz i Orzysz. Linia ta ma być przedłużeniem linii kolejowej nr 29 w ramach CPK.